# Rigodium
Rigodium là một chi rêu trong họ Rigodiaceae.